# Adrana penascoensis
Adrana penascoensis – gatunek małża morskiego należącego do podgromady pierwoskrzelnych.
Muszla wielkości: 3,75 cm, szerokość 0,94 cm, kształtu wydłużonego. Występuje na głębokości 18 metrów.
Są rozdzielnopłciowe, bez zaznaczonych różnic płciowych w budowie muszli. Odżywiają się planktonem oraz detrytusem.
Występuje w Kalifornii.